# Jungle (groupe)
Pour l’article homonyme, voir Jungle (homonymie).
Jungle est un groupe de soul-funk britannique, formé en 2013 à Londres.
Le groupe a signé chez XL Recordings et est actuellement composé de Lydia Kitto, John-Lloyd Watson et Tom McFarland.
Leur premier album Jungle sort le 14 juillet 2014 chez XL Recordings.

## Histoire

### Avant le groupe
Les deux membres fondateurs, amis depuis qu'ils ont 9 ans et ayant grandi ensemble dans l'ouest de Londres, sont Josh Lloyd-Watson et Tom McFarland,. Ils étaient étudiants à la Latymer Upper School.

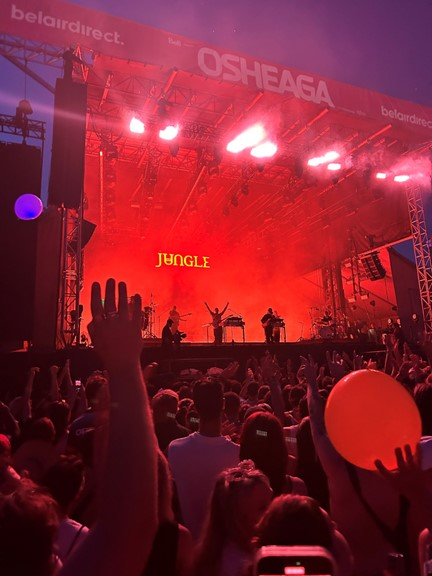
Photo du concert de Jungle à Osheaga

Entre 2010 et 2011, ils étaient membres d'un groupe indépendant nommé Born Blonde.

### Création
Ils forment le projet Jungle au début de 2013 et cachaient leurs noms et visages et s'identifiaient comme "J" et "T".

## Carrière
Ils sortent leur single The Heat le 21 octobre 2013 chez Chess Club Records. En décembre 2013 Jungle a été nommé pour le prix Sound of... de la BBC.
Le groupe a joué à South by Southwest au Texas en mars 2014, et au Glastonbury Festival en juin 2014.
En 2023 ils sortent l'album Volcano et créent un film qui rassemble les 14 chansons de l'album. La chorégraphie est créée par Shay Latukolan (nl) et dansée notamment par Will West et Mette Linturi. La société WeTransfer apporte son soutien financier au projet. À la suite de cet album, Lydia Kitto est officialisée comme troisième membre permanent du groupe.
Le groupe britannique a participé à l'édition 2024 du festival Osheaga ayant lieu à Montréal.

## Style musical
Le groupe décrit lui-même son style musical comme étant un "funk mid-tempo du style des années 1970".

## Discographie

### Nouveautés
En 2024, le groupe a sortie une nouvelle chanson intitulée Let's Go Back.